# 日産・エクサ
エクサ（EXA）は、日産自動車がかつて生産・販売していたクーペ型の小型乗用車である。主に北米市場をターゲットとしており、2代目ではアメリカのデザインスタジオによってボディスタイルが自由に変えられるデザインになった。本項では前身となったパルサーエクサ（PULSAR EXA）についても述べる。

## 初代 N12型 (1982年-1986年)
N10型パルサークーペの後継として登場した。パルサーシリーズでの位置づけはスペシャリティクーペで、1000cc～1500ccクラスで初めて角型2灯式のリトラクタブル・ヘッドライトを採用した。このヘッドライトは世界初のワンタッチ式パッシング機構を装備しており、空力特性と機能美に貢献している。風もれ音を防止するため、ドアサッシュを固定するサッシュロック機構を、3ドアハッチバックとともに世界初採用した。
パルサーの個性的な「スピンドルシェイプ」を基調として、スラントノーズ、傾斜の強いフロントウィンドウ、テーパーフードなどをデザインに取り込んで、空力特性と居住性を両立した。走りの特性としては直進安定性を向上させ、空気抵抗係数は0.37を実現。ラック&ピニオン式ステアリングの採用に加えて最小回転半径も4.6mに抑えるなど、スポーティながらパルサーの個性である「快適な走り」を追求した。トランスミッションはフロアシフトで、5速MTもしくはロックアップ機構付3速ATの「ニッサンマチック」を選択できた。メーターはブラックフェイスの丸型3連メーターを採用し、オレンジ色透過照明としている。それ以外は、インテリアはパルサーと共通である。

### 年表
1982年4月27日、先代のパルサークーペから引き続き、既存のパルサーから派生したクーペとして設定され、「パルサーエクサ」を名乗る。グレードはシングルキャブレター仕様のEXAと電子燃料噴射のEXA-Eの2種類が用意された。
1982年10月、特別仕様車「サウンドコネクション」発売。
1983年5月6日、E15ET（ターボ仕様）搭載車を追加。マッドガードやボディサイドなどに「TURBO」ストライプが採用されている。このほか、電動ドアミラーをオプション設定。
1984年3月29日、マイナーチェンジ。キャブレター車の触媒を酸化触媒から三元触媒に、ドアミラーを可倒式に変更、ターボ車のみであったデジタル時計をEXA ターボVを除き拡大採用。ドラフターグリルを車体色から黒色に、ホイールカバーのデザインを変更。ターボ車には、アクセントストライプのデザインを一新し、トランクリッド後端部にも採用した。ターボ車はターボVとターボRにグレードが分かれ、後者にはハイブリッドデジタルメーターや175/70HR13ラジアルタイヤを採用した。電動ガラスサンルーフがEXA-EおよびターボRに標準装備された。EXA-EとターボRのAT車が選択できるようになった。
1985年5月21日、チェリー系販売会社創立15周年記念としてコンバーチブルを100台限定で発売。E15型エンジンを搭載した5速MT車のベースグレードを基に内外装は北米仕様車に採用している赤基調で、シートやドアトリムはジャガード織りの生地を使用、シートには「PULSER NX」の文字が刻印されている。また、大型サンバイザーや3本スポークステアリングも北米仕様車からそのままである。構造変更に伴い4名乗りに変更されているほか、3層構造のオープンカー用クロスと手動開閉機構を採用して車両重量は905kgとなっている。
1986年10月、N13型にモデルチェンジ。

## 2代目 KN13型 (1986年-1990年)
1986年10月登場。「もっと自由で開放的な、そしてなにより楽しいクルマ」を開発テーマに、新しいジャンルのパーソナル・スペシャルティクーペとして従来のパルサーから独立した。北米市場では引き続きパルサーの名を冠した「パルサーNX」として販売された。姉妹車のパルサー、ラングレー、リベルタビラとともに、第7回日本カー・オブ・ザ・イヤーを受賞している。キャッチコピーは「エアリィ、空気のように軽やかに。」「TWIN CAM AIRY COUPE」。
エクステリアデザインは、日産自動車の北米現地法人である日産デザインインターナショナル（NDI、後のNDA）によるもの。カバーが開いた際、カバー前縁が水平になる3次元軸のリトラクタブル・ヘッドライトを採用し、左側ライトのカバーには「NISSAN」の刻印を施し左右で非対称のデザインとした。また、車体側センタールーフレール部をルーフが覆うコンシールドタイプのTバールーフを標準設定とし、オープン走行中の風の巻き込みを低減するスプリング可動の自立式エアディフレクターを採用。テールランプは1983年のコンセプトカー「NX-21」で提案された、ダイアゴナルスリットデザインを採用した。外側のドアハンドルは、1985年に登場したMID4-Iと同様のドア後端パネルを切り取る縦型としてボディとの一面化を図り、フラッシュサーフェス、スラントノーズにより、空力抵抗係数はクーペ0.34、キャノピー0.33の空力特性を実現した。
| エクサ キャノピー L.A.バージョン TYPE X |  | エクサ キャノピー L.A.バージョン TYPE X |
| エクサ キャノピー L.A.バージョン TYPE X |  |                                         |

| キャノピーの開閉 |  | キャノピーの開閉 |
| キャノピーの開閉 |  |                  |

ボディは2ドアノッチバッククーペを基本としつつ、Cピラー後方に脱着式のキャノピーを装着することでシューティングブレーク（カムテール）スタイルにすることが可能なモジュラー構造を採用した。しかし、日本仕様では登録時のボディ形状と異なってしまう関係から認可されず、クーペタイプとキャノピータイプはそれぞれ独立した車種とされ、各ハッチのボディ側着脱部に互換性はない（ハッチ側にあるヒンジ部品の取り付けネジ穴ピッチがクーペとキャノピーで異なり、両者のヒンジを入れ替えることができない）。また、リアハッチのない状態での降雨時の対策として、応急用キャンバスハッチ（トノカバー）のオプションを設定。外したリアハッチを運搬・保管するハッチスタンドもオプションで用意された。
一方、北米では3つの車体形状に変更できることから「The modular Nissan Pulsar NX」と呼ばれ、キャノピーハッチはオプションパーツ「Sportbak」として単体販売も行われた。しかし、このキャノピーハッチは高額だったことと、ガスストラット減圧の降下事故などにより途中でカタログ落ちとなった。
インテリアデザインは、日本の日産自動車テクニカルセンター商品開発室（神奈川県）が担当した。ドアやシートの基本デザインはMID4-Iを踏襲し、さらにダッシュボード中央部に油圧計・電圧計を配置（右ハンドル車のみ）、メーターナセル周りのサテライトクラスターには、後のMID4-IIにも繋がるレバー式のライトスイッチ等を採用した。また、ドアインナトリムに折り畳み式サイドベントグリル(リトラクタブルベンチレーター)及びドアウエスト上面にサイドデフロスタグリルを設定した。リアスピーカーグリルやペダルパッドにもテールランプと同様のダイアゴナルスリットデザインを採用し、リアスピーカーはリアシートを倒しても干渉することがないシートバック両脇のスペースに配置された。また、外したハッチルーフ（Tバールーフ）は、ラゲッジスペース下部のハッチルーフ格納スペース内に収納することができた。

### エンジン
どの仕様でも直列4気筒のガソリンエンジンが搭載された。日本向けの搭載エンジンは1.6LのCA16DE型DOHC16バルブのみだが、海外向けにはCA16DEの他に、排気量を拡大した1.8LのCA18DE型（1989年 - 1990年）、燃料噴射装置を採用した廉価版となる1.6LのGA16i型SOHC12バルブ（1989年 - 1990年）、1.6LのE16i型 SOHC8バルブ（1987年 - 1986年）が存在する。
| エンジン型式 | 排気量   | 最高出力                     | 最大トルク                                                                  |
| ------------ | -------- | ---------------------------- | --------------------------------------------------------------------------- |
| E16i型       | 1,597 cc | 52.2 kW (71 PS) / 5,000 rpm  | 127 N⋅m (13.0 kgf⋅m) / 2,800 rpm                                            |
| CA16DE型     | 1,598 cc | 88 kW (120 PS) / 6,400 rpm   | 134 N⋅m (13.7 kgf⋅m) / 4,800 rpm (US) 137 N⋅m (14.0 kgf⋅m) / 5,200 rpm (JP) |
| GA16DE型     | 1,597 cc | 67 kW (91 PS) / 6,400 rpm    | 130 N⋅m (13.3 kgf⋅m) / 3,200 rpm                                            |
| CA18DE型     | 1,809 cc | 93.2 kW (127 PS) / 6,400 rpm | 152 N⋅m (15.5 kgf⋅m) / 4,800 rpm                                            |

### 年表
1986年10月14日、発売（キャノピーは12月1日発売）。
1987年4月22日、日本カー・オブ・ザ・イヤー受賞を記念して「エクサ受賞記念限定車」を全国100台限定で発売。クーペType AのMT車をベースに、北米仕様フロントエアスポイラー一体式バンパー、フロントビスカスLSD、フロントボカシガラス、JBL製リアスピーカー、受賞記念ステッカー(リアウインドウ)、オリジナル·キャンバスハッチ、オールブラック輸出専用色等の特別装備が施された。
1987年5月、日本カー・オブ・ザ・イヤー受賞を記念した特別仕様車「EXPORT PACK（エクスポート・パック）」を発売。クーペType A/Type B、キャノピーType A/Type Bをベースに、北米仕様エアスポイラー一体式フロントバンパー、車名デカール、ダイバーシティ付AM/FMマルチ電子チューナーラジオ&カセットデッキ＋リア2スピーカー、カー·オブ·ザ·イヤーステッカー、オリジナルキャンバスハッチの特別装備が施された。
1988年5月10日、米国工業デザイン優秀賞の受賞を記念し、特別仕様車となる新グレードを追加。米国向輸出モデルと同一の外観を採用したことにちなんで名付けられた「L.A.バージョン」は2種類が発表され、フロントエアスポイラー一体式バンパーを装着し、FM/AMチューナー付ハイパワーカセットオーディオが標準装備となる。「Type S」はフロントビスカスLSDと195/60R14ラジアルタイヤを装備。「Type X」はリアブレーキをドラム（リーディング・トレーリング）として175/70R13ラジアルタイヤを装備。これらはType A/Type Bと異なり、クーペのみハッチが車体色と同色塗装となる（キャノピーハッチの色は全グレードガンメタリックのまま）。
1989年4月4日、「L.A.バージョン」に14インチアルミホイールを標準装備し、フロントボカシガラス・前後JBLスピーカー&CDプレーヤーなどオーディオも充実した「Type SE」を追加。
1989年11月、Type A/Type Bを廃止。車体色のスーパーレッド（526）とブラック（505）を廃止し、スーパーブラック（KH3）を追加。
1990年8月、パルサーのフルモデルチェンジに伴い販売終了。販売終了月までの新車登録台数の累計は1万712台。エクサの名は2代で消滅し、後継はサニーRZ-1との統合でNXクーペとなる。
受賞した主な賞
- 1987年米国工業デザイン優秀賞（米国工業デザイナー協会主催）[20]
- 1987年カナダ・カー・オブ・ザ・イヤー（カナダモータージャーナリスト協会主催）
- 1986-1987日本カー・オブ・ザ・イヤー（日本カー・オブ・ザ・イヤー実行委員会主催）[21]
- 1987年通商産業省選定グッドデザイン賞輸送機器部門大賞[22][23]

## 車名の由来
「EXA」は国際単位の「エクサ」に由来し、「スポーティーで、先進的なイメージを凝集し従来のクーペの概念を越える無限の魅力を秘めた新型パルサーのクーペにふさわしいネーミング」として採用された。